# Кисть (приток Виги)
Кисть — река в Костромской области России. Устье реки находится в 53 км по правому берегу реки Вига. Длина реки составляет 64 км. Площадь водосборного бассейна — 500 км².
Река берёт начало в лесах в 36 км к северо-западу от Парфеньева и в 34 км к юго-востоку от посёлка Судай. Течёт на север, потом поворачивает на северо-запад и запад. Русло — крайне извилистое. Верхнее и среднее течение проходит по ненаселённому лесному массиву, в нижнем течении в районе впадения слева рек Большая Кехтога и Ворваж на левом берегу реки расположен посёлок Ворваж. Кисть впадает в Вигу у деревень Новосёлово и Власьево. Высота устья — 125,2 м над уровнем моря.

## Притоки (в км от устья)
- 9,6 км: река Большая Кехтога (лв)
- 10 км: река Ворваж (лв)
- 47 км: река Сивеж (лв)

## Данные водного реестра
По данным государственного водного реестра России относится к Верхневолжскому бассейновому округу, водохозяйственный участок реки — Унжа от истока и до устья, речной подбассейн реки — Бассей притоков Волги ниже Рыбинского водохранилища до впадения Оки. Речной бассейн реки — (Верхняя) Волга до Куйбышевского водохранилища (без бассейна Оки).
Код объекта в государственном водном реестре — 08010300312110000015037.